# Théorie marginale
Une théorie marginale (de l'anglais fringe theory) est une idée ou une approche qui s'écartent de ce qui est accepté par la communauté scientifique du champ d'étude concerné. Ces théories incluent des modèles et des propositions relevant de la fringe science (littéralement « science marginale ») et se retrouvent aussi dans d'autres domaines de recherche, tels que les lettres. L'expression est communément utilisée dans un sens péjoratif, synonyme de pseudoscience. Les définitions précises qui distinguent les points de vue largement répandus des théories marginales et pseudo-académiques sont difficiles à produire en raison du problème de la démarcation. Des problèmes de faux équilibre ou de fausse équivalence peuvent survenir lorsque ces théories sont présentées comme étant équivalentes aux théories largement acceptées.

## Définitions
Les théories marginales sont des idées qui s'écartent considérablement des théories admises et des courants scientifiques ou académiques dominants. Une théorie marginale n'est ni une opinion majoritaire ni celle d'une minorité respectée.
En général, l'expression théorie marginale se rapproche davantage du sens usuel du terme « théorie » — une hypothèse ou une supposition — que du concept de la théorie scientifique largement admise. Plus couramment rencontrées dans le contexte de la science alternative, les théories marginales ont été discutées dans divers domaines académiques, tels que l'exégèse biblique, l'histoire,, la finance, le droit, la médecine, et les sciences politiques. Des théories alternatives se retrouvent aussi dans des domaines d'études qui sont eux-mêmes en dehors des courants dominants, tels que cryptozoologie et la parapsychologie.
Les théories marginales rencontrent divers niveaux d'acceptation sociale. Le journaliste financier Alexander Davidson, caractérise les théories marginales comme « colportées par un petit groupe de fidèles partisans », mais pas nécessairement sans mérite. Daniel N. Robinson (en) les décrit comme occupant « un vide entre l'impasse décisive et la théorie productive finalement crédible ». Malgré cela, le terme est également utilisé de façon péjorative ; les tenants des théories marginales sont 
socialement exclus et perçus comme étant des excentriques ou des cinglés déconnectés de la réalité,. Dans la même veine, il y a un certain chevauchement avec d'autres étiquettes dénigrantes, telles que la pseudoarchéologie,, la pseudohistoire, et les pseudosciences. Cependant, décrire des idées comme relevant de théories marginales peut sembler moins péjoratif que de les décrire comme étant pseudo-académiques ; il est peu probable que qui que ce soit identifie son propre travail comme relevant de la pseudoscience.
L'expression est aussi utilisée en référence aux théories conspirationnistes.
Margaret Wertheim propose que les théories marginales soient traitées d'une façon similaire à l'art brut. En 2003, elle a organisé une exposition consacrée au travail du physicien alternatif Jim Carter (en), présentée au Museum of Art de Santa Monica, aux États-Unis.

### Problème de la démarcation
Il est difficile de distinguer les théories marginales des théories minoritaires respectées. Une définition opérationnelle de ce qu'une théorie marginale constitue ne semble pas possible, ce qui relève du problème de la démarcation qui concerne tant la discipline des sciences que celle des lettres.
Le géologue Steven Dutch aborde le problème de la démarcation en divisant les idées scientifiques en trois catégories : « marginale », « frontière » et « centre », fondées sur leur niveau d'adhésion et d'acceptation des méthodologies scientifiques Par la suite, d'autres auteurs dont Richard Duschl, ont élargi ces catégories. Dans l'approche proposée par Duschl, une théorie marginale est un mélange entre des idées nouvelles légitimes et la pseudoscience ; elle attend l'analyse qui détermine si elle passera dans la catégorie « frontière » ou sera entièrement rejetée.

### Faux équilibre
Les médias d'information peuvent jouer un rôle dans la dissémination et la popularisation des théories marginales. Parfois les médias réduisent un thème complexe en deux facettes et l'enjeu est présenté comme si une potentielle nouvelle grande approche venait affronter la théorie établie. L'académicien en études bibliques Matthew Collins écrit que cette simplification peut être « à la fois mal représentative et trompeuse, particulièrement quand une théorie marginale farfelue est, au nom de la neutralité et de l'équité, élevée au rôle de prétendant tout aussi légitime » que la théorie admise.

## Influence sur les courants de pensée dominants

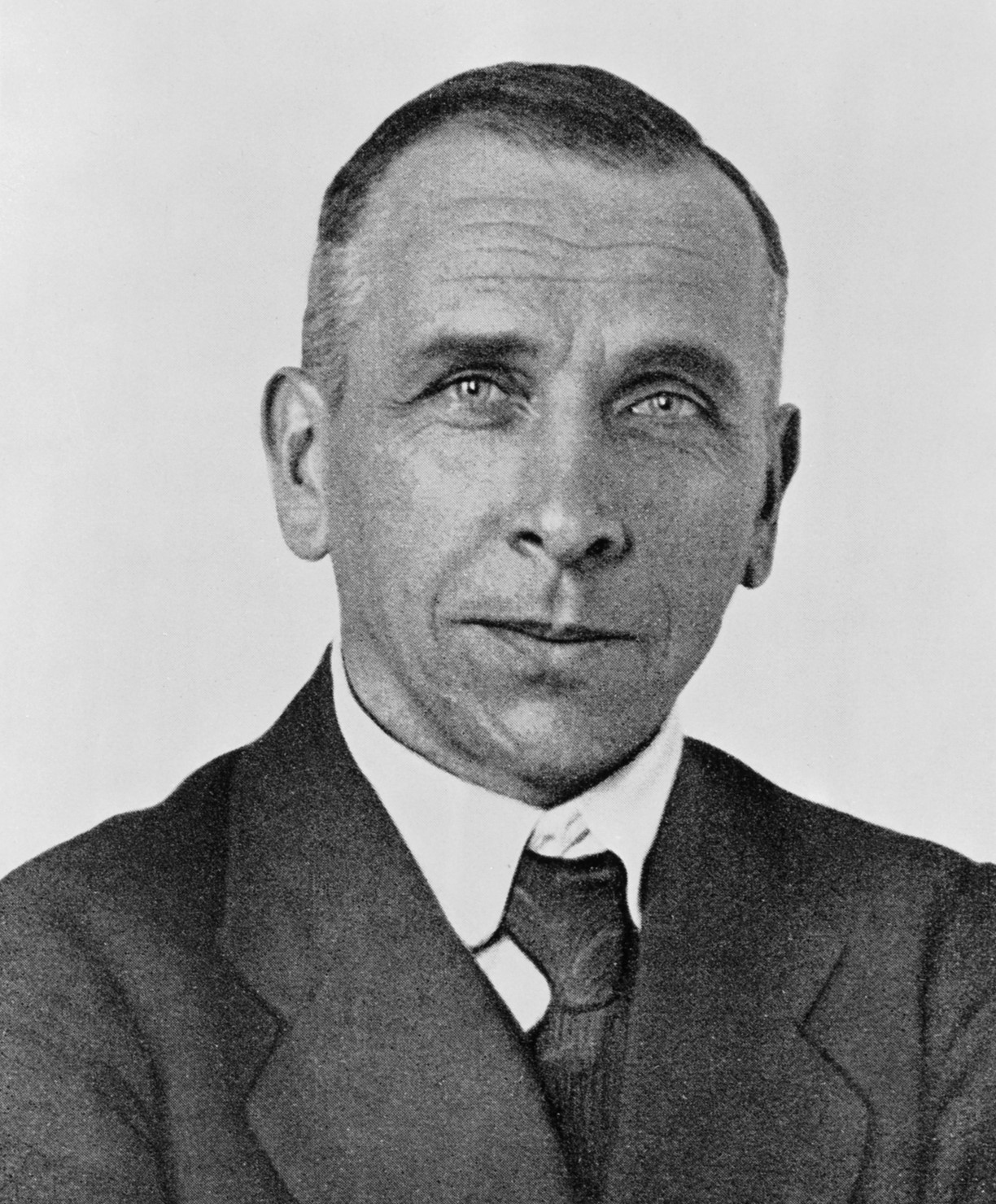
Alfred Wegener a soutenu la théorie de la dérive des continents (publiée en 1915), une théorie marginale à son époque, faisant maintenant partie du courant dominant en sciences sur ce sujet.

La plupart des théories marginales restent à jamais hors du champ des connaissances académiques reconnues. Les idées rejetées peuvent cependant aider à affiner le courant dominant, mais la plupart des théories exclues sont simplement erronées et n'ont pas davantage de retombées. Néanmoins, quelques idées reçoivent graduellement une acceptation plus grande, jusqu'à parvenir a ne plus être perçues comme étant une théorie marginale, et deviennent alors l'approche dominante, comme dans le cas de la théorie de la dérive des continents d'Alfred Wegener, qui a fini par servir de fondement au modèle standard des plaques tectoniques,.
D'autres idées ont suivi une transition similaire, comme la théorie microbienne, les théories de Birkeland concernant les aurores polaires, les prions, ainsi que l'idée des systèmes complexes en gestion de projet. L'économie comportementale, décrite en 2002 dans un article de presse comme étant fringe, est depuis largement appliquée dans plusieurs domaines des affaires.
Parfois le changement ne s'opère pas graduellement et représente alors une rupture épistémique. 
De façon inverse, des théories largement acceptées peuvent finir par être reléguées du côté des théories marginales, comme dans le cas de la théorie du phlogistique et la théorie de l'éther luminifère.
De tels tournants entre théorie marginale et théorie acceptée ne sont pas toujours tranchés aussi nettement. En 1963, Reuben Fine écrit que la psychologie a adopté des aspects de la psychanalyse freudienne mais que plusieurs étudiants croient que la psychanalyse est une théorie marginale cinglée ayant très peu à voir avec la psychologie scientifique.